# .ke
.ke je internetová národní doména nejvyššího řádu pro Keňu (podle ISO 3166-2:KE). Doménu spravuje společnost Kenya Network Information Center (zkráceně KeNIC).
Registrovatelné jsou pouze domény 3. řádu pod některou z domén řádu druhého.

## Domény 2. řádu
V doméně .ke existují následující domény 2. řádu:
- .co
- .go
- .ac
- .or – rezervováno pouze pro neziskové organizace
- .ne
- .sc – rezervováno pro školy